# Dozulé
 Dozulé  es una población y comuna francesa, situada en la región de Normandía, departamento de Calvados, en el distrito de Lisieux y cantón de Dozulé.

## Demografía
| 934 | 984 | 1279 | 1407 | 1515 | 1615 |
| Para los censos de 1962 a 1999 la población legal corresponde a la población sin duplicidades (Fuente: INSEE [Consultar]) |     |      |      |      |      |